# 蔚藍灣畔

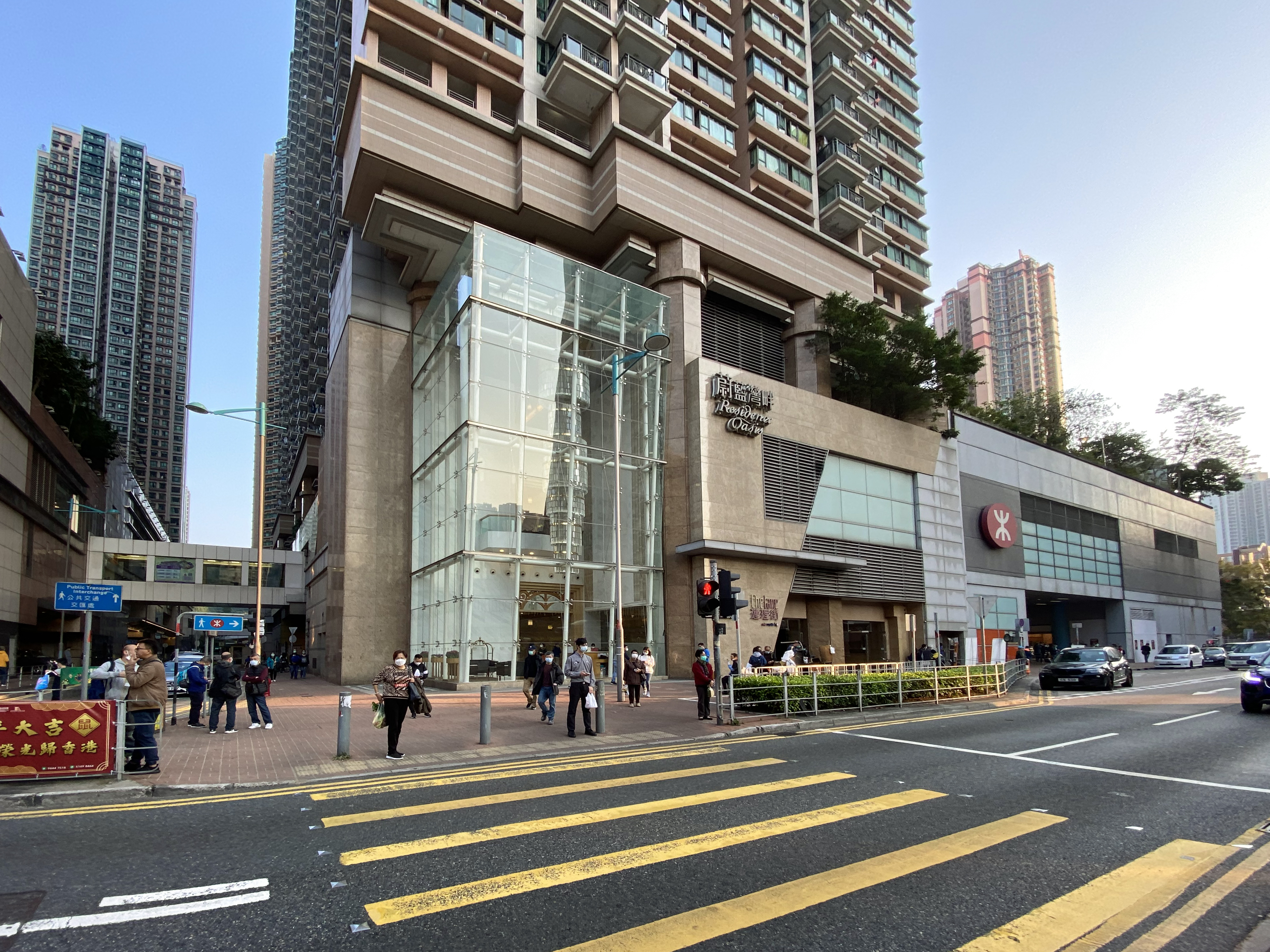
蔚藍灣畔住宅入口

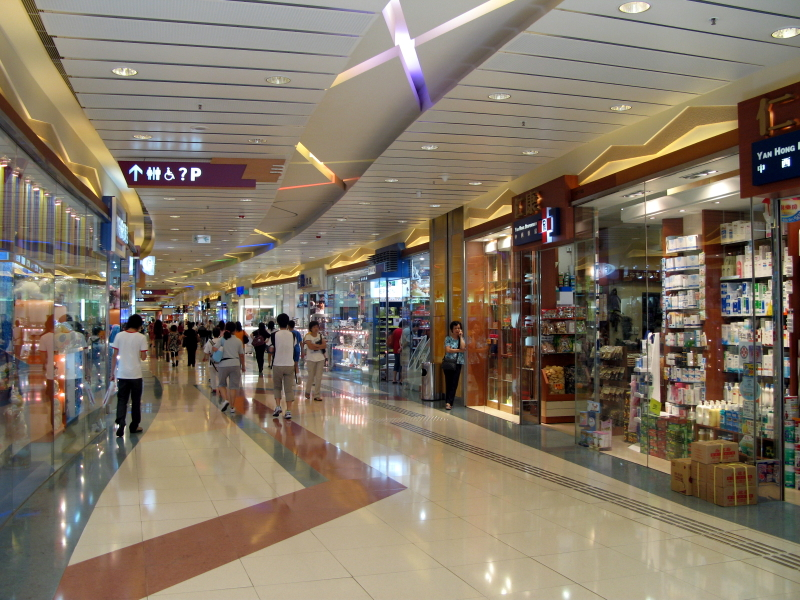
連理街是蔚藍灣畔基座商場的名稱

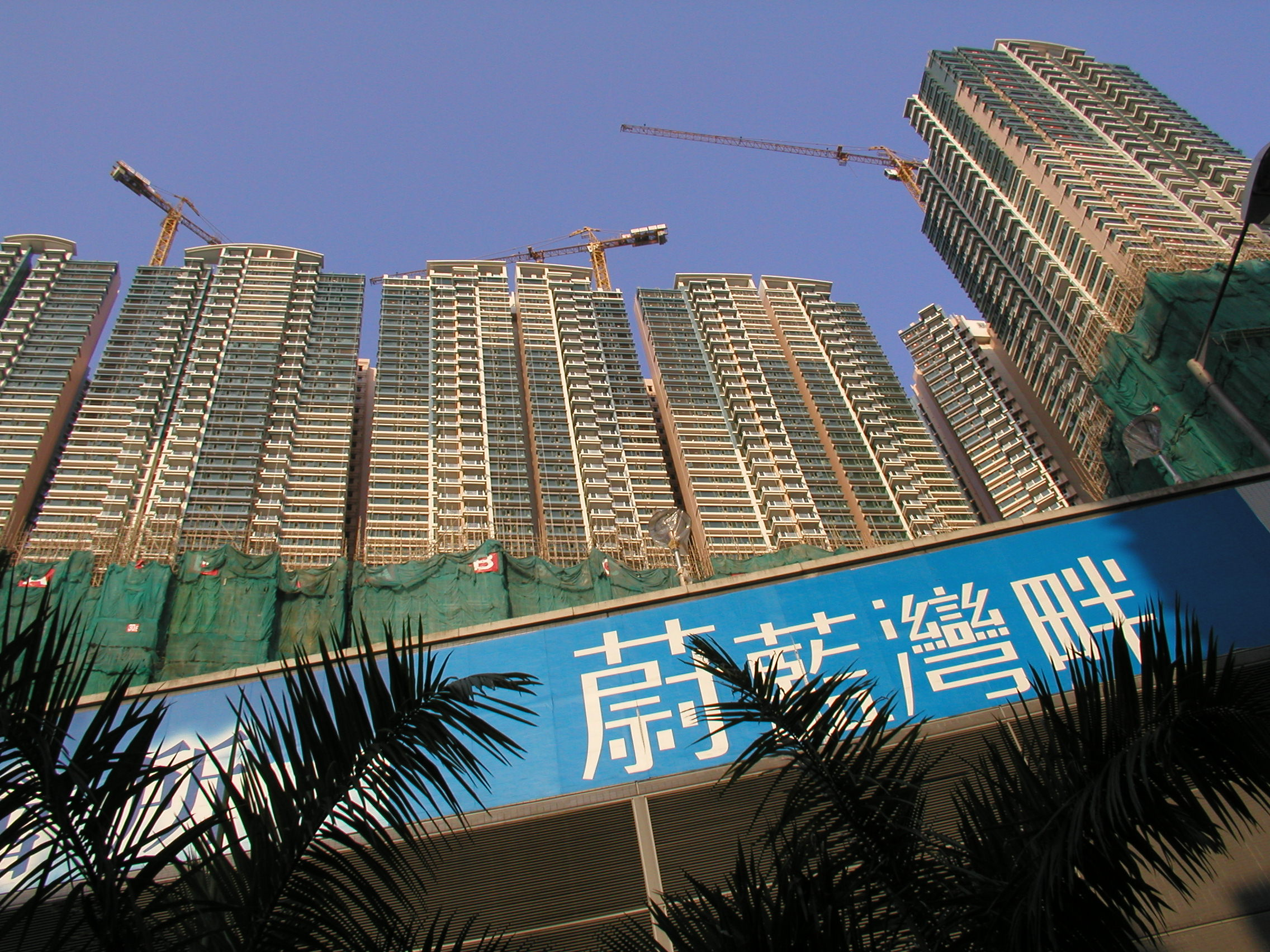
興建中的蔚藍灣畔

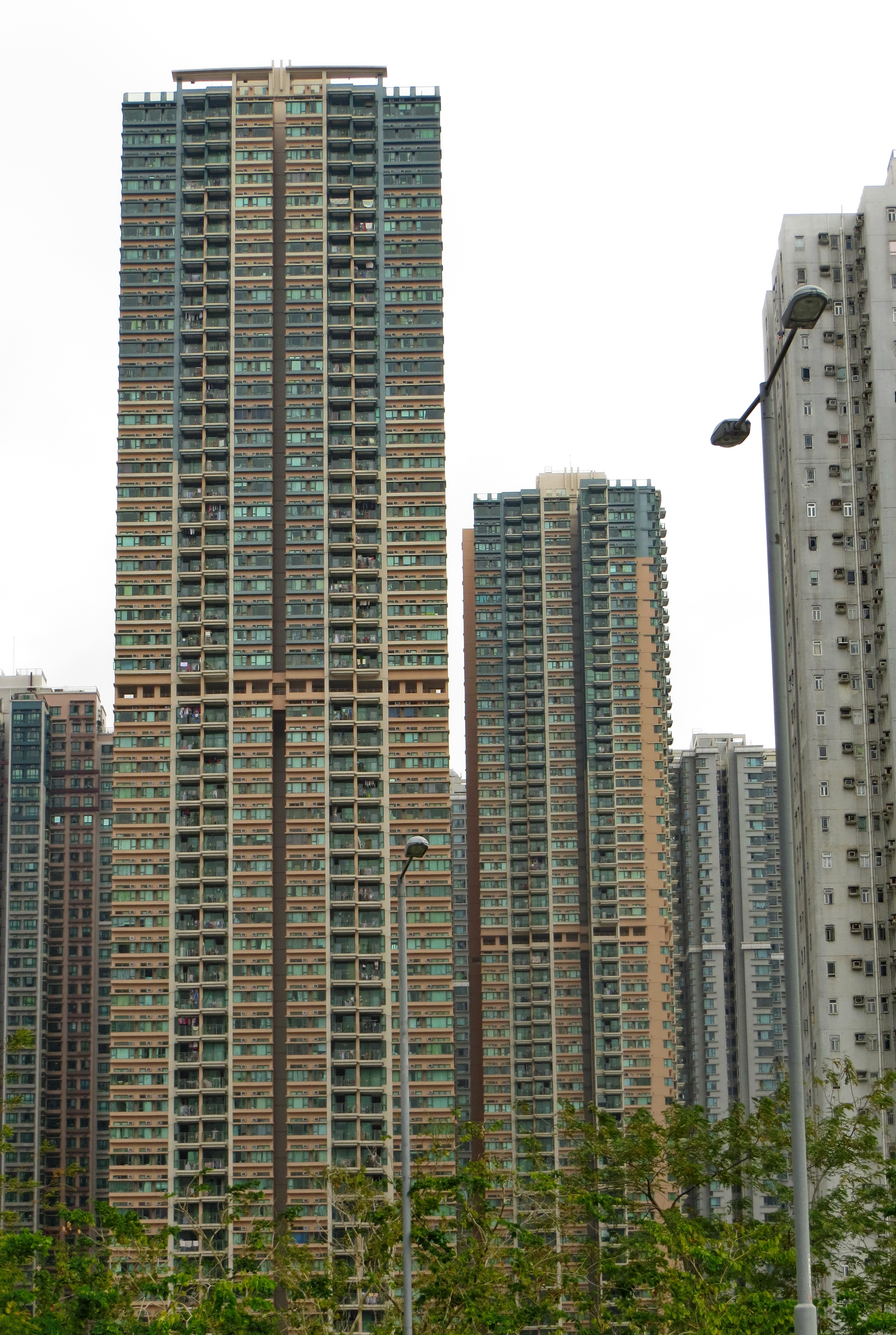
蔚藍灣畔的西面外貌

蔚藍灣畔（英語：Residence Oasis），位於香港將軍澳坑口培成路15號，為鐵路上蓋式私人屋苑，於2005年入伙。發展商包括地鐵公司（今港鐵公司）、信和置業及嘉里建設。
屋苑共有6幢住宅大廈（第1、2、3、5、6及7座），以L形排列，提供2,130個單位，標準戶面積由652至1,268呎，每戶均設有露臺。屋苑主攻2房，面積652至763呎，可細分2類間隔，分別為2房及2房加多用途房，佔總供應64%。而3房戶佔逾三成半，包括面積877至896呎3房（連套房）、970至1,082呎的3房（連套房）加多用途房，以及1,135至1,268呎的3房（連套房）加儲物室及工人套房。高層為少量的相連特色戶，面積由1,384至1,655呎。
基座為商場、巴士總站及港鐵將軍澳綫坑口站。由於屋苑較新及位處港鐵上蓋，樓價曾经在將軍澳區內屬前列位置，2011年5月平均呎價為6,400港元，在區內排行第2，第1和第3為維景灣畔（6,600港元）及 都會駅（6,100港元）。但现时天晋的尺价已经高过蔚蓝湾畔。

## 屋苑設施
屋苑設有住客會所佔地18萬平方呎，耗資2億興建，由關善明建築師事務所設計，以意大利Tivoli貴族式園林為題，重現古羅馬時期的度假勝地。發展商更於設計會所時，透過訪問1,000名受訪者，而構思建設出全港首創的會所設施「主席屋」及「董事屋」供住戶租用，面積2,350至2,500呎，而私家花園逾千呎，宴請親朋亦甚具體面。
除現時一般屋苑提供的設施如室內泳池、多用途運動場、桌球室、健身中心、桑拿浴室等之外，亦提供宴會廳、主席屋及董事屋等。戶外設施則有緩跑徑、泳池、戶外燒烤場及網球場。
各座住宅均配備迅達Miconic 10智能升降機。

## 商場
商場命名為「連理街」，於2005年4月開幕。商場位於住宅基座二樓，樓面面積約60,000方呎，共有54舖位，由43個商戶承租，店舖面積由100至3000方呎不等。
為迎合區內年輕人的品味和需要，連理街採用簡約設計，並在天花加上動感彩燈（但居多已熄滅），而商場總設計師亦會與每一個商戶磋商舖面設計。負責連理街建築設計的地鐵管理工程經理黃煜新指出，商場內約有七成的店舖從未在地鐵物業旗下商場開業，而商場就免費為場內大部分首次開業或沒有設計概念的商戶提供舖面設計，務求增添整體感覺和諧協調，也希望藉着商舖的「門面」裝修，突出整個商場的視覺效果。他說，場內的一大特色，是舖位的招牌全是立體設計，以增加商場的獨特性和活躍的感覺。
商場主要租戶包括萬寧、Baleno、EG Fashion、利嘉閣、百家匯、美亞公司文具店、美康及仁康中西藥房等。食肆包括爭鮮外帶壽司、大快活、繼光香香雞、越棧、波仔及阿波羅等。場內設24小時通道連接東港城、海悅豪園及南豐廣場。
此外，商場也曾有開設檀島咖啡餅店，為香港著名麵包店及茶餐廳之一，2011年結業後並搬遷至海悅豪園。
商場與同區同為港鐵旗下的PopCorn歸入同一個消費獎賞計劃PopFans Smart，顧客在連理街以電子貨幣(信用卡、易辦事及八達通)消費可儲Pop Stars積分。

## 倫常慘劇
2017年4月5日傍晚約6時40分，蔚藍灣畔第1座一名45歲母親疑不堪被丈夫要求離婚，等待10歲女兒放學回家後，將尋死意願告知她，女兒稱願陪她自殺，兩人留下遺書後雙雙從露台跳下，倒臥坑口站A出入口前往厚德邨、頌明苑的行人路，幸當時未有途人被壓中，女兒當場證實死亡，母親送院後亦告不治，遺下任職上市公司高層的45歲男戶主及6歲兒子，男戶主透露妻子過往沒有情緒病或精神病記錄，警方經調查相信死因無可疑。

## 外部連結
- 蔚藍灣畔官方網站
- 蔚藍天空下 - 蔚藍灣畔業主討論區 （页面存档备份，存于）
- 連理街官方網站 （页面存档备份，存于）